# Стамбена кула Иберхисај
Стамбена кула Ибер Хисај jесте грађевина и споменик културе у Дечанима. За споменик културе проглашена је 1982. а у централни регистар је уписана 1998.
Кула је двоспратна и припада типу сеоске куле са дрвеним чардаком. Данас приземље куле има функцију стаје, први спрат је стамбени а у последњем спрату је велики хол односно дрвена галерија. Комуникација између спратова врши се помоћу степеништа. Спољна степеништа данас не постоје. У приземљу и на спратовима се налазе и пушкарнице. Само први и други спрат имају прозоре. Врата и прозори су са предње стране углавном лучни и грађени су од тесаног камена. Тесани камен је коришћени материјал за зидање углова куле за разлику од осталих делова зидова.